# Maasser rishon
Le Ma'asser Rishon (hébreu מעשר ראשון, première dîme) est le prélèvement d'un dixième du revenu et produit de chaque année, remis aux Lévites. La dîme est exposée dans le code sacerdotal selon lequel un dixième de la dîme devait être donné aux cohanim, les autres Lévites recevant le surplus.
La dîme était traditionnellement considérée comme l'un des principaux mécanismes par lesquels l'on se conciliait la faveur divine, ainsi qu'un moyen de détourner le courroux qui aurait dû s'abattre sur les méchants dans la tombe. Selon le folklore juif traditionnel, la scrupuleuse observance des dîmes amène la pluie (bénéfique dans le climat aride du Levant), tandis que la négligence entraîne sécheresse et ouragans probablement secs.